# يان موريس
يان موريس (بالإنجليزية: Ian Morris)‏ (27 فبراير 1987 بدبلن في جمهورية أيرلندا - ) هو لاعب كرة قدم أيرلندي في مركز الوسط. شارك مع منتخب جمهورية أيرلندا تحت 19 سنة لكرة القدم ومنتخب جمهورية أيرلندا تحت 21 سنة لكرة القدم. أما مع النوادي، فقد لعب مع باتريك أتلتيك وسكونثورب يونايتد وغلينافون وليدز يونايتد ونادي بلاكبول ونادي تشيسترفيلد ونادي توركي يونايتد ونادي كارلايل يونايتد ونادي نورثامبتون تاون.

## وصلات خارجية
- يان موريس على موقع قاعدة بيانات كرة القدم.إي يو (الإنجليزية)
- يان موريس على موقع Soccerbase.com (لاعب) (الإنجليزية)